# Кац, Вилли
Вилли Кац (нем. Willy Katz; 17 декабря 1878, Бжег — 13 января 1947, Дрезден) — немецкий врач; с 1939 года являлся единственным лицензированным еврейским «медиком» в Дрездене; лагерный врач в концлагере Хеллеберг.

## Биография
Вилли Кац родился 17 декабря 1878 года в Бжеге под Бреслау, но вскоре семья переехала в Берлин, где он в 1897 году окончил гимназию «Sophien-Gymnasium». После этого Кац изучал медицину в Берлине и Вене; в 1905 году он защитил кандидатскую диссертацию в университете Грайфсвальда. Затем он работал помощником врача у своего дяди — Людвига Каца — в клинике в Берлине и состоял старшим врачом в клиниках в Баде-Хомбург-фор-дер-Хёэ и Висбадене; также работал в Майнце. С 1909 года Кац практиковал в собственной клинике в Дрездене по адресу «Borsbergstraße 14». В годы Первой мировой войны он был хирургом — был награжден Железным крестом I и II классов. В дополнение к своей основной работе Кац активно участвовала в многочисленных клубах и обществах: занимался спортивной медициной.
После прихода к власти национал-социалистов в Германии, Кац — как участника Первой мировой войны — первоначально смог сохранить практику. Но постепенно он был исключен из профессиональных и научных ассоциаций и, наконец, 30 сентября 1938 года потерял медицинскую лицензию. Во время «Хрустальной ночи» он несколько раз арестовывался. В июле 1939 года Ассоциация врачей Большого Дрездена сообщала, что Кац был назначен «медиком» (Krankenbehandler) для работников-евреев Дрездена: он стал единственным лицензированным «еврейским специалистом в области здравоохранения» в Дрездене — ему больше не разрешалось называть себя врачом. Вновь открыл свою практику 7 июля 1939 года находясь под постоянным наблюдением гестапо. В 1942—1943 годах был лагерным врачом в концлагере Хеллеберг: проводил кампанию за улучшение гигиенических условий в лагере, включая «улучшение уборных».
После окончания Второй мировой войны Кац продолжил работать врачом, хотя и страдал от хронического туберкулеза: в 1946 году ему предложили возглавить муниципальное управление общественного здравоохранения. Но — еще зимой 1945 года — он заболел плевритом, от последствий которого и скончался в январе 1947 года.

## Работы
- Die Elephantiasis der weiblichen Genitalien, Inaug.-Diss. Leipzig 1907.